# Mesorhaga pallidicornis
Mesorhaga pallidicornis är en tvåvingeart som beskrevs av Van Duzee 1925. Mesorhaga pallidicornis ingår i släktet Mesorhaga och familjen styltflugor. Inga underarter finns listade i Catalogue of Life.